# Біденко Микола Миколайович
Мико́ла Микола́йович Біде́нко (нар. 22 травня 1951, Гейсиха — пом. 2 лютого 2016, Київ) — український поет, перекладач із польської та чеської мов.
Народився 22 травня 1951 р. в селі Гейсиха Ставищанського району Київської області.
Закінчив факультет журналістики Київського державного університету ім. Т. Г. Шевченка. У 1977 році став інвалідом унаслідок травми. Автор поетичних збірок «Важкий метал» (1993), «Скелет блискавки» (1995), «Мисліте» (2000), «Усвідомлена необхідність» (2004), «Ліки зі смерті» (2010), «На всю глибину іншости: Повне зібрання» (2018), багатьох публікацій у часописах «Прапор», «Дніпро» та інших. 1993 року став лауреатом літературної премії імені Василя Симоненка НСПУ за книжку «Важкий метал». Леонід Кононович присвятив йому роман «Тема для медитації».
З 2018 року у смт Ставище відбувається Міжнародний літературно-мистецький фестиваль ім. Миколи Біденка

## Зовнішні зв'язки
- Інтерв'ю з Миколою Біденком. Сайт «Простоплеер»[недоступне посилання з червня 2019]
- Сюжет ТРК «Грант» про Біденко-ФЕСТ–2018 (смт Ставище)
- Відео поетичних і пісенних виступів на Біденко-ФЕСТ–2019 (смт Ставище)
- Сайт Миколи Біденка http://bidenko.in.ua/ [Архівовано 24 лютого 2020 у Wayback Machine.]